# Delitti privati
Delitti privati è una miniserie televisiva italiana trasmessa in Italia nel 1993 su Rai 1, con Edwige Fenech, Ray Lovelock, Vittoria Belvedere, Athina Cenci, Alida Valli e diretta da Sergio Martino.

## Trama
Lucca. L'imprenditore Marco Pierboni viene ritrovato morto vicino alla fabbrica che dirigeva: contemporaneamente una giovane ragazza, Sandra, testimone del fatto viene ritrovata morta. Iniziano ad arrivare in città una serie di lettere anonime, creando un clima di sospetti che coinvolge nell'inchiesta alcune persone fino a quel momento al di sopra di ogni sospetto, e viene uccisa anche una terza persona, Paolo Roversi, un amico di Sandra che stava cercando elementi per essere scagionato dall'accusa di duplice omicidio.
In seguito a questi delitti Nicole Venturi, giornalista francese e madre di Sandra, seguirà da vicino insieme al collega Andrea Baresi l'indagine della Polizia coordinata dal commissario Stefano Avanzo, e comincerà a farsi un'idea sull'identità dell'assassino fino ad arrivare a scoprire una triste verità; ad uccidere la figlia e l'imprenditore è stata Severa Scali, la governante di villa Pierboni e migliore amica di Nicole, per vendicare la morte della figlia Nina, suicidatasi perché lasciata da Marco Pierboni con cui aveva avuto una relazione, mentre il terzo omicidio, anch'esso commesso dalla governante, è dovuto al fatto che Paolo Roversi aveva sospettato qualcosa riguardo ad un furto di quadri avvenuto nella villa fuori città.

## Colonna sonora
Le canzoni usate come colonna sonora sono Le ombre del giardino e Se ti va, entrambe cantate da Milva.